# Kazimierz Rostek
Kazimierz Andrzej Rostek (ur. 16 marca 1945 w Pysznicy) – polski polityk, rolnik, poseł na Sejm X i I kadencji (1989–1993).

## Życiorys
W 1970 ukończył studia na Wydziale Ekonomicznym Uniwersytetu Warszawskiego. Podjął pracę w Hucie Stalowa Wola, jednocześnie prowadził z rodzicami gospodarstwo rolne w Pysznicy. Od 1976 pracował jako kierownik działu w „Mostostalu”.
Od 1968 zaangażowany w działalność opozycyjną. Na początku lat 80. był jednym z liderów Niezależnego Samorządnego Związku Zawodowego Rolników Indywidualnych „Solidarność” w województwie rzeszowskim. W stanie wojennym został internowany na okres od 13 grudnia 1981 do 5 czerwca 1982.
Był posłem na Sejm X kadencji z ramienia Komitetu Obywatelskiego oraz I kadencji z ramienia Porozumienia Ludowego. Należał do utworzonego w 1997 Stronnictwa Konserwatywno-Ludowego i następnie do działającego w latach 2002–2003 SKL-Ruch Nowej Polski, a także do reaktywowanego SKL istniejącego w latach 2007–2014 (zasiadał w jego komitecie politycznym).
Zajął się prowadzeniem indywidualnego gospodarstwa rolnego w rodzinnej wsi, został też właścicielem stawów rybnych.